# Statue de tanuki

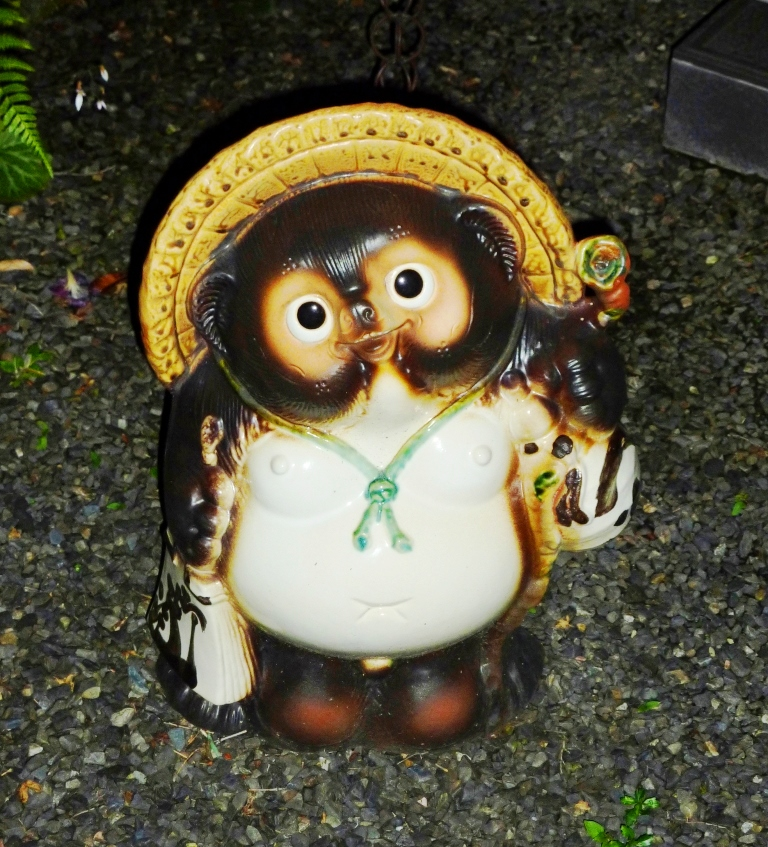
Une statuette de tanuki à Ashikaga, dans la préfecture de Tochigi.

Une statue de tanuki (狸の置物, tanuki no okimono) est une figurine traditionnelle japonaise, représentant un chien viverrin (tanuki) bedonnant et souriant, portant un chapeau de paille, une bouteille de saké, un billet à ordre et un scrotum imposant. Issus d’un ancien folklore local provenant de la région du Kansai, ces okimono, généralement fabriqués en céramique, sont un élément omniprésent de l’artisanat japonais. Considérées comme un symbole de chance et de prospérité, elles sont visibles un peu partout au Japon, notamment dans les zones rurales et aux abords des établissements tels que les commerces, les auberges et les lieux de culte.

## Présentation

### Noms et étymologies
Le nom tanuki no okimono (狸の置物) signifie simplement « bibelot tanuki », il est parfois également désigné sous le nom de Shigaraki-yaki-tanuki (信楽焼狸 ; « tanuki en céramique de Shigaraki »), puisque ces sculptures viennent principalement du petit bourg de Shigaraki dans la préfecture de Shiga. Mais dans l’absolu, cette figurine n’a pas vraiment de nom, et il n’y a pas de standard clairement établi dans les différentes traductions. En français, elle est généralement désignée par « tanuki en céramique », « tanuki de Shigaraki » ou tout simplement « tanuki », ce qui peut entraîner des confusions avec le véritable tanuki (le chien viverrin) et le bake-danuki (les yōkai inspirés du tanuki).

## Description

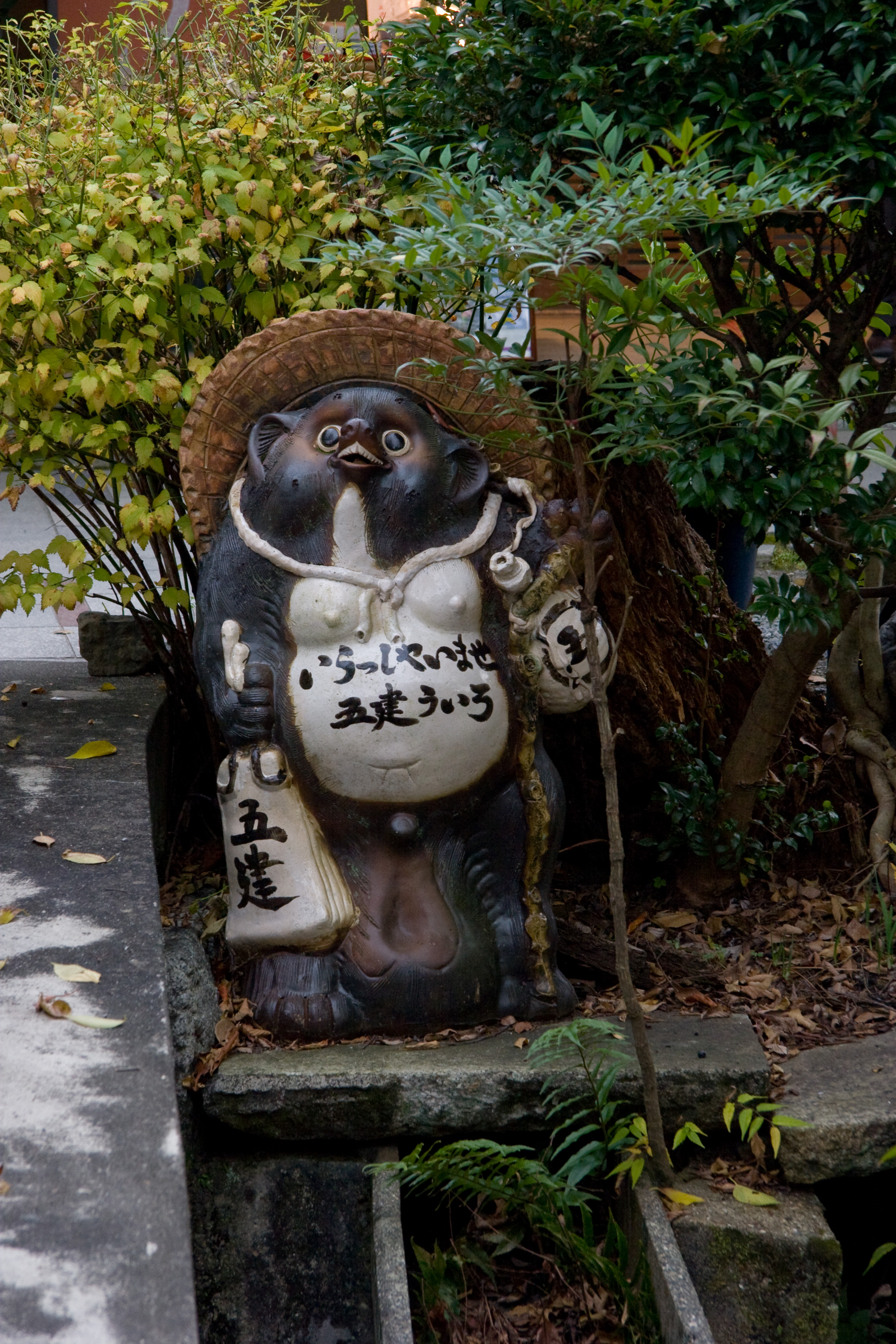
Un tanuki sur la promenade du philosophe à Kyoto.

Les statues sont souvent d’une couleur brune allant d’un brun très clair jusqu’à une couleur pratiquement noire. Les oreilles sont généralement rondes sur les côtés de la tête, mais certaines statues plus anciennes, sans chapeau de paille ont des oreilles plus pointues et droites sur le sommet de la tête.

### Attributs et symbolique
Parmi les attributs des tanukis, on trouve, :
- le chapeau de paille (笠, kasa?), en paille de riz, permettant de protéger de la pluie, présentant parfois une ficelle permettant de le tenir sur le dos. Il symbolise la vertu de la prévoyance. Le fait d’être préparé face aux intempéries, à la malchance ou aux problèmes inattendus. Le terme 笠 (kasa?) est un homophone avec le terme 傘 (kasa?) qui désigne le parapluie ;
- le ventre (腹, hara?) qui représente la vertu de la maîtrise de soi, de la sérénité, de la confiance et de l’audace. Dans certains cas, le ventre peut être désigné sous le terme de 大腹 (daifuku, « gros ventre »?), qui est un homophone de 大福 (daifuku, « grand bonheur »?) ;
- la queue (尾, o?) qui symbolise l’effort constant, la détermination inébranlable et la persévérance. Cela représente l’idée de mener à bien ses objectifs avec résolution tout en renonçant à ses intérêts personnels ;
- le billet à ordre (通, tsū?) qui incarne la sincérité et l’honnêteté, ainsi que la capacité à gagner la confiance des autres ;
- les yeux (目, me?) qui symbolisent le discernement, la conscience, la vigilance et la capacité à porter de bons jugements basés sur une bonne compréhension des choses ;
- le visage (顔, kao?) qui symbolise la grâce, la gentillesse et une attitude accueillante. Il représente également un caractère aimable et bienveillant ;
- le tokkuri (徳利?, Un petit récipient permettant d’y mettre du saké.) qui représente la gratitude de pouvoir boire et manger au quotidien, ainsi que les mérites de manger et boire avec modération pour s’assurer une longue vie. Il incarne aussi la poursuite d’un mode de vie vertueux, moral et honorable ;
- le sac d’or (金袋, kinbukuro?, Une utilisation détournée pour désigner plus poliment « les couilles », kintama (キンタマ), « balles d’or ».) qui symbolise la promesse d’une richesse croissante ou d’une prospérité financière.

En plus des huit bienfaits, le tanuki en tant qu’animal dispose également d’une symbolique supplémentaire accordée à son nom, qui sonne comme l’expression ta-nuki (他抜き ; « surpasser les autres »), avec l’idée selon laquelle, même si l’animal doit faire face à des adversaires plus forts que lui, il peut utiliser des éléments comme sa gentillesse, sa ruse ou sa modestie pour se sortir de mauvaises situations.

## Histoire

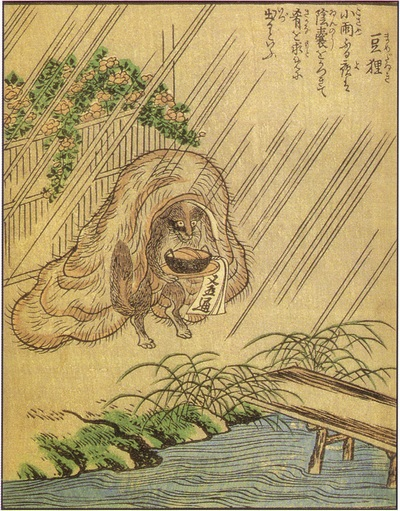
Illustration d’un mamedanuki portant un récipient à alcool ainsi qu’un billet à ordre, protégé de la pluie par son large scrotum, dans l'Ehon Hyaku Monogatari.

Le grand public a tendance à penser à tort que les statues de tanuki sont des figures ancestrales d’un ancien Japon, en les confondant à tort avec les céramiques de Shigaraki appelées tsubo (壷), dont les techniques de création remontent au XIIe siècle. De même, ces statues sont si répandues aux quatre coins de l’archipel japonais, qu’elles sont parfois associées à une forme standard du bake-danuki, la forme que prendrait le chien viverrin dans la mythologie et le folklore japonais.   
L'iconographie du tanuki tenant une gourde de saké trouve son origine dans l’association même que l’on faisait du chien viverrin dans la région de Nada, située dans le nord-ouest de la région du Kansai, à l’intersection d’Osaka, Kyoto et Kobe. Appelé mameda (豆狸 ; « animal des champs de haricots ») puis mamedanuki (豆狸 ; tanuki-haricot »), il était décrit comme un yōkai qui avait un goût très prononcé pour les haricots rouges et le saké, au point qu’il lui arrivait, les jours de pluie, de faire quelques excursions chez les humains pour en voler. Une croyance répandue parmi les brasseurs de la région voulait que seuls les mamedanuki étaient en mesure de produire un bon saké. Cela a renforcé l'association entre le tanuki et la production d’alcool.
La région de Nada un centre de production de saké dès la fin du XVIe siècle. Des personnes venaient avec leur gourde pour la remplir directement dans les tonneaux des brasseurs. Les enfants accompagnaient souvent leurs parents ou pouvaient être chargés de remplir à leur place en faisant un travail de coursier. Les jeunes revenaient alors la bouteille pleine d’alcool ainsi que le billet à ordre donné par le vendeur à destination des parents, mais bien souvent, la créance n’était pas respectée. Ces faits divers auraient inspirés les récits et les chansons autour de mamedanuki avec une gourde de saké à une main et son billet à ordre qu’il ne paie jamais dans l’autre.
Les premières statues de tanuki remonteraient à la fin du XIXe siècle et étaient désignées sous les noms de Sake kai kozō no tanuki (酒買い小僧の狸, « tanuki garnement (ou coursier) achetant du saké ») ou simplement Sake kai tanuki (酒買い狸 ; « tanuki acheteur de saké »), cependant leur origine exacte reste inconnue.  
Ces statues reprennent des éléments présents chez le bake-danuki dans le folklore japonais : le gros ventre rebondit et le scrotum important, lié à l’utilisation de la peau du tanuki dans la réalité, dans la création de instruments de percussions ou encore le battage des métaux originellement sous la forme de petites boules. Des éléments plus contemporains font leur apparition comme le chapeau de paille, certainement hérité des représentations du mamedanuki voulant se protéger de la pluie, par une feuille de lotus, un parapluie ou encore leur propre scrotum, cependant, le couvre chef n’est pas présent dans les représentations les plus anciennes.
La représentation actuelle, très standardisée, présente un peu partout au Japon, aurait été développée par un certain Fujiwara Tetsuzō, un potier qui s’était installé dans la région de Shiga en 1936 et a consacré le reste de sa carrière à concevoir spécifiquement des statues de tanuki, à cause d’une passion dévorante qu’il aurait eue après avoir vu un bake-danuki effectuer une série de percussions abdominales au cours de son enfance à Kyoto. En 1951, à l’occasion d’une visite impériale, la ville a préparé une rangée spéciale de statues de tanuki agitant des drapeaux. L’empereur Hirohito a été si charmé par cet accueil qu’il a écrit un poème à ce sujet. Cette histoire, reprise massivement par les médias, a grandement contribué à la popularité des statues.

## Influence

### Variantes

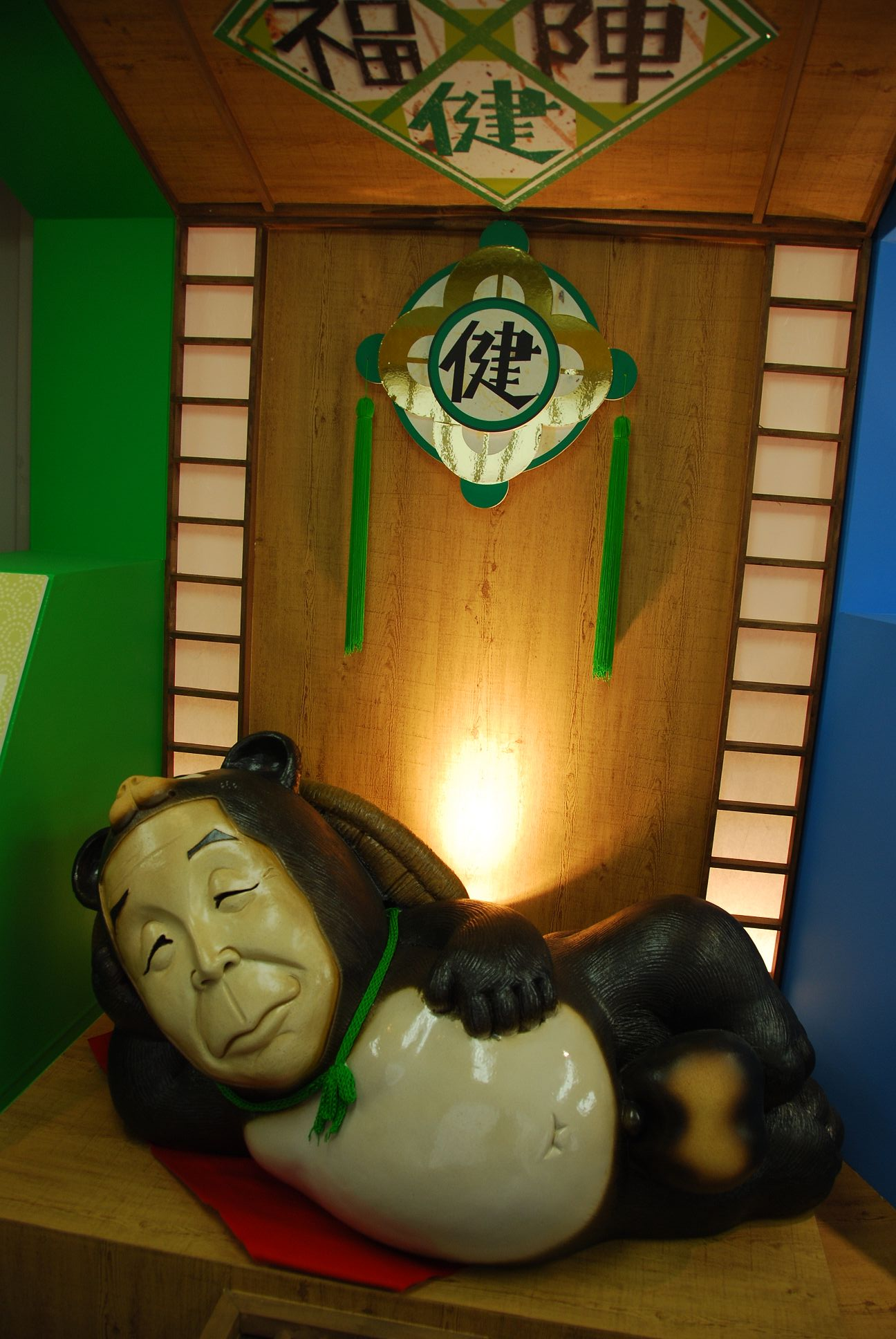
Une statue de tanuki en céramique de Shigaraki avec le visage de l’acteur japonais Kanpei Hazama au Château d’Osaka.

Les statues de tanukis, bien que traditionnellement représentées debout avec un ventre rond et des attributs masculins, existent dans de nombreuses variantes. Certaines adoptent des postures alternatives, comme être allongé ou croiser les mains, tandis que d’autres s’inspirent de contes populaires locaux comme Bunbuku chagama. On trouve aussi des tanukis féminins avec une poitrine ou portant un bébé, des statues tenant des objets variés  comme une lanterne ou bien un autre animal, notamment la chouette. De nombreuses statues portent des costumes plus ou moins originaux, plus couramment le costume de moine ou encore celui du Père Noël. Certaines intègrent des caractéristiques hybrides, comme une queue rayée de raton-laveur, ou représentent d’autres animaux ou des figures humaines, notamment des personnages célèbres avec des traits caricaturaux.

### Dans d’autres domaines

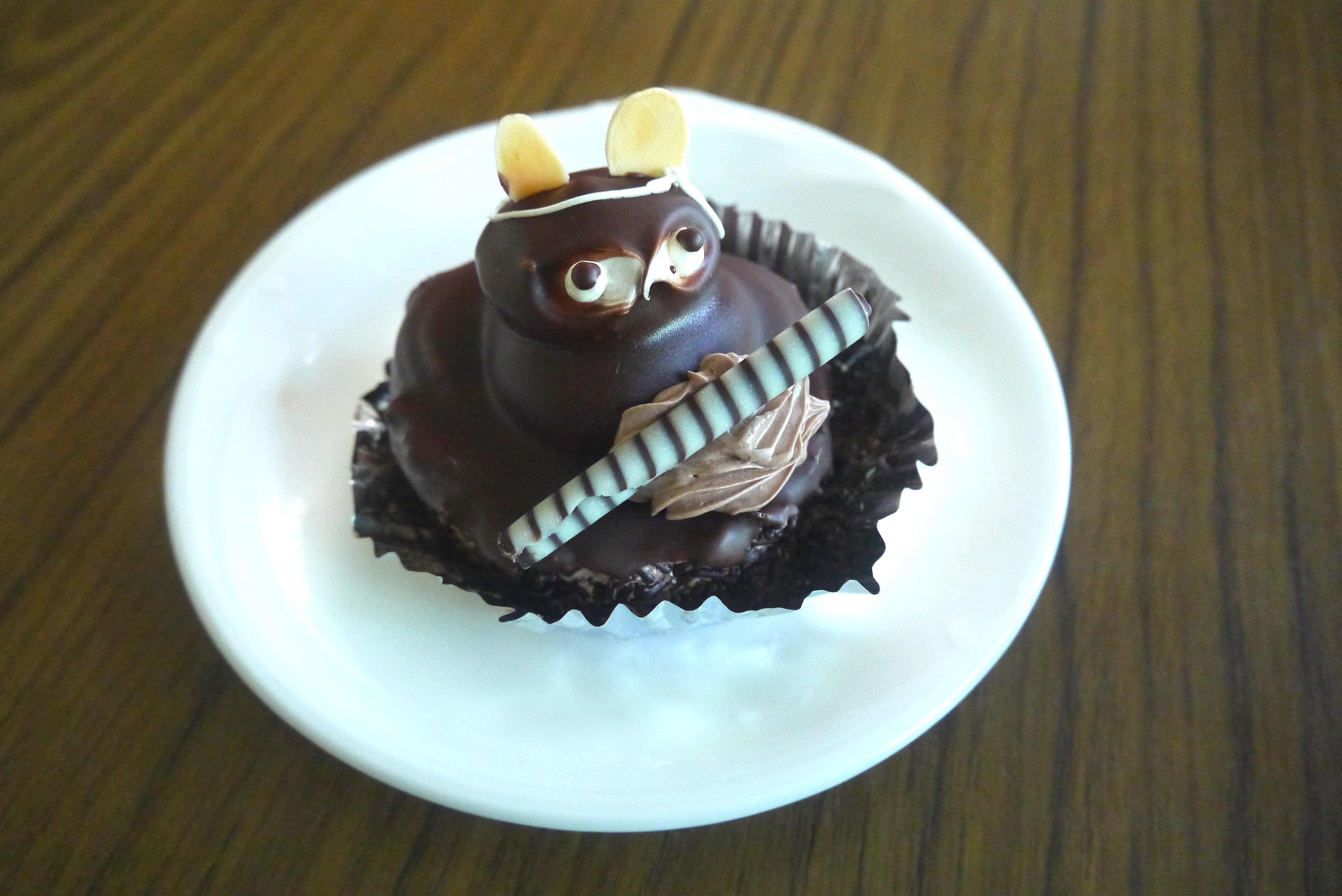
Un tanuki kēki.

Depuis 2012, le 8 novembre est célébré comme la « Journée du tanuki de Shigaraki » (信楽たぬきの日 ; Shigaraki tanuki no hi). Cet événement, initialement créé pour honorer les tanuki de leur rôle dans la culture locale, vise aussi à promouvoir d’autres aspects de la production de Shigaraki, avec des festivités se déroulant généralement sur une période s’étalant sur plusieurs semaines.
En pâtisserie, le tanuki kēki (狸ケーキ ; « gâteau tanuki ») est un petit moulage de tanuki rappelant les sculptures en céramiques, constitué de crème pâtissière enrobée de chocolat, monté sur une pâtisserie comme un cupcake, une part de tarte ou encore un fondant. Il est parfois vendu sous le nom de pompoko ou, en utilisant des mots étrangers, burerō ou badjā (blaireau), mais la traduction inappropriée du terme lui fait conserver le plus souvent le nom de tanuki.

## Galerie

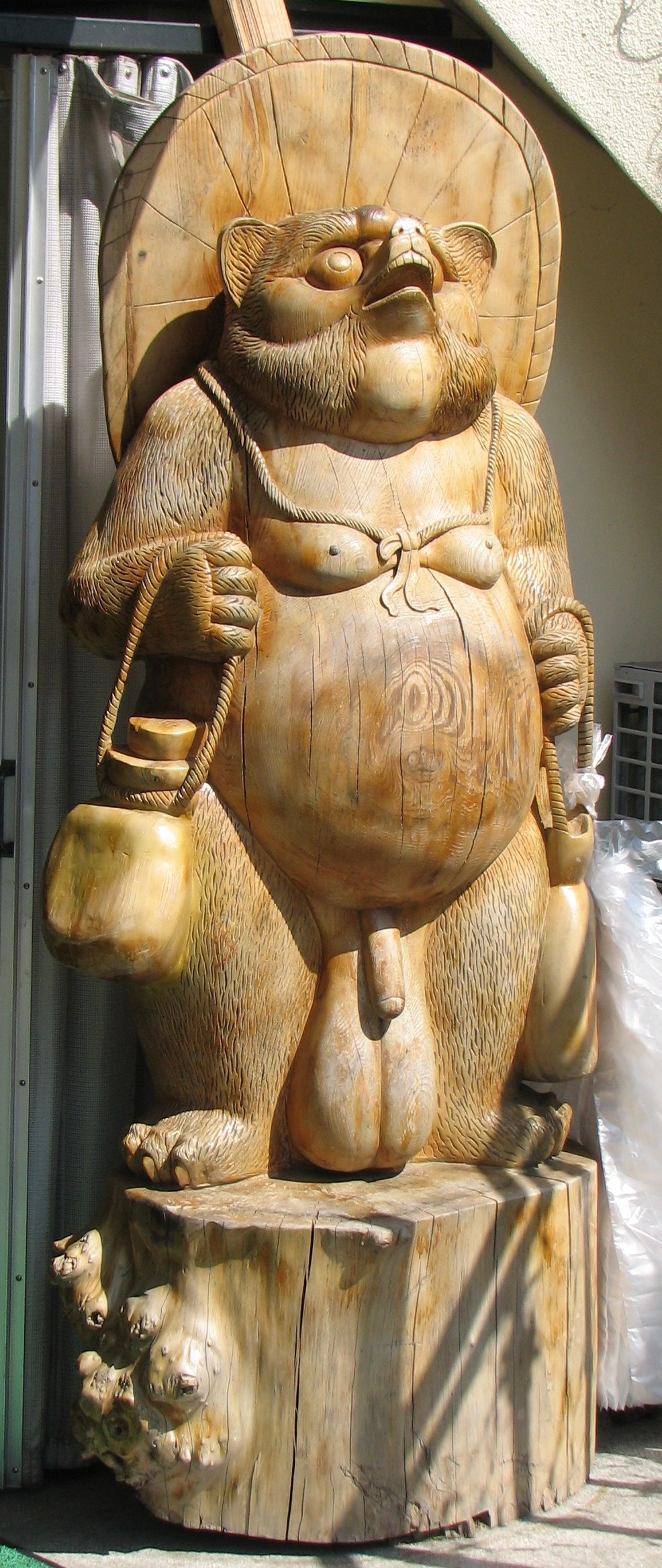
Une sculpture de tanuki en bois à Unzen.
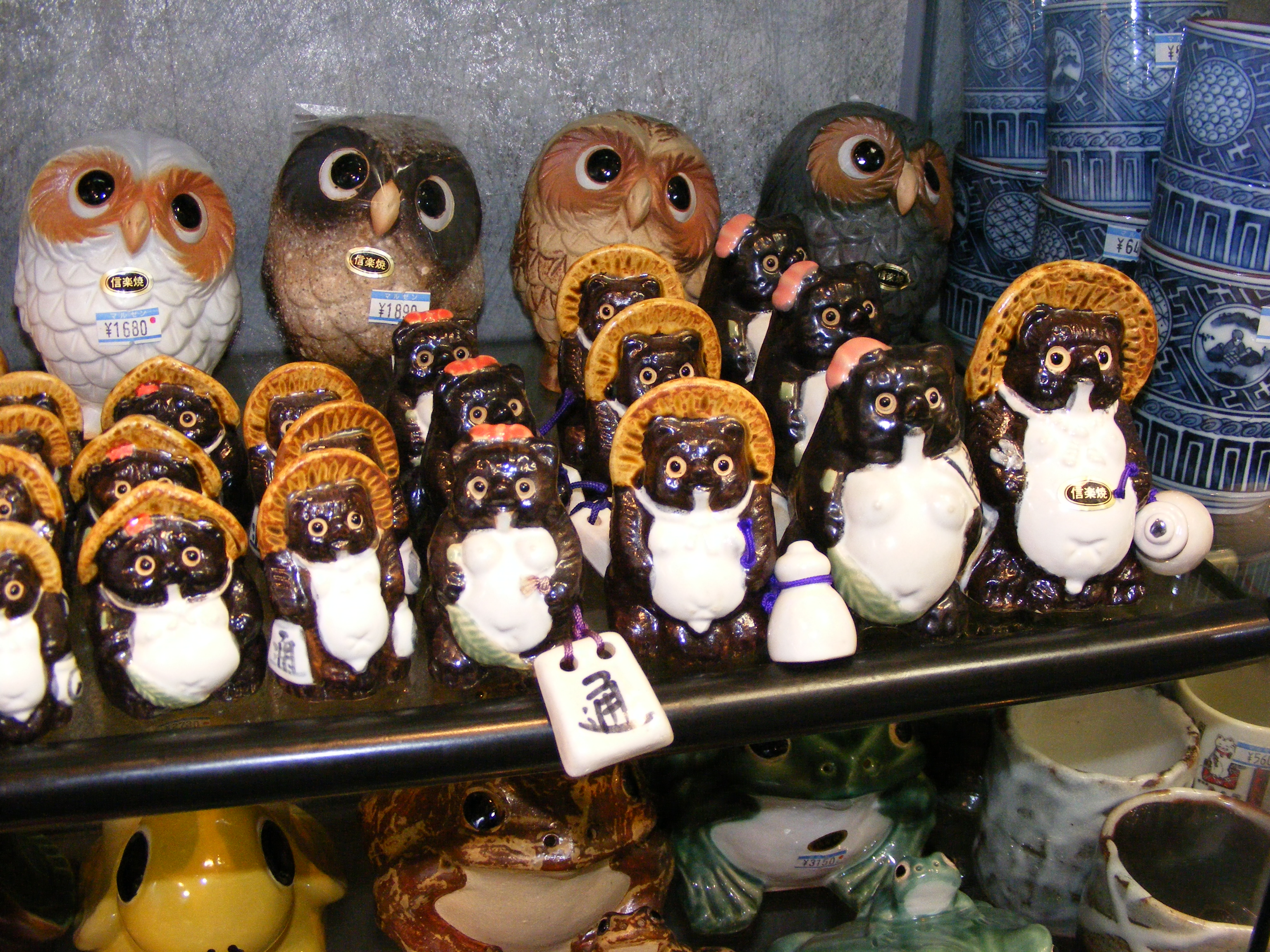
Des petites statuettes de tanuki en céramique de Shigaraki, accompagnées de chouettes.
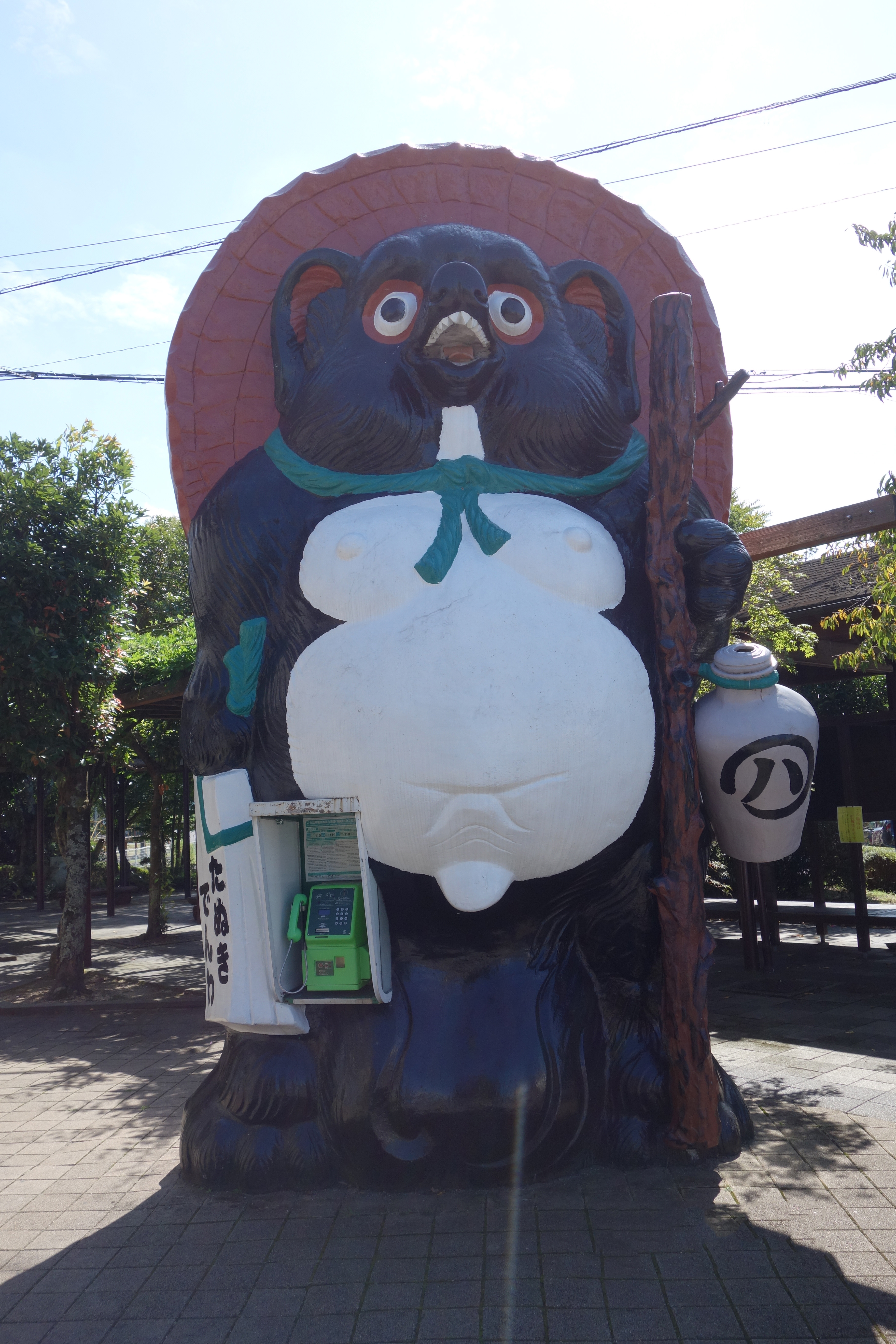
Une cabine téléphonique ayant la forme d’un tanuki géant dans la station de Shigaraki.
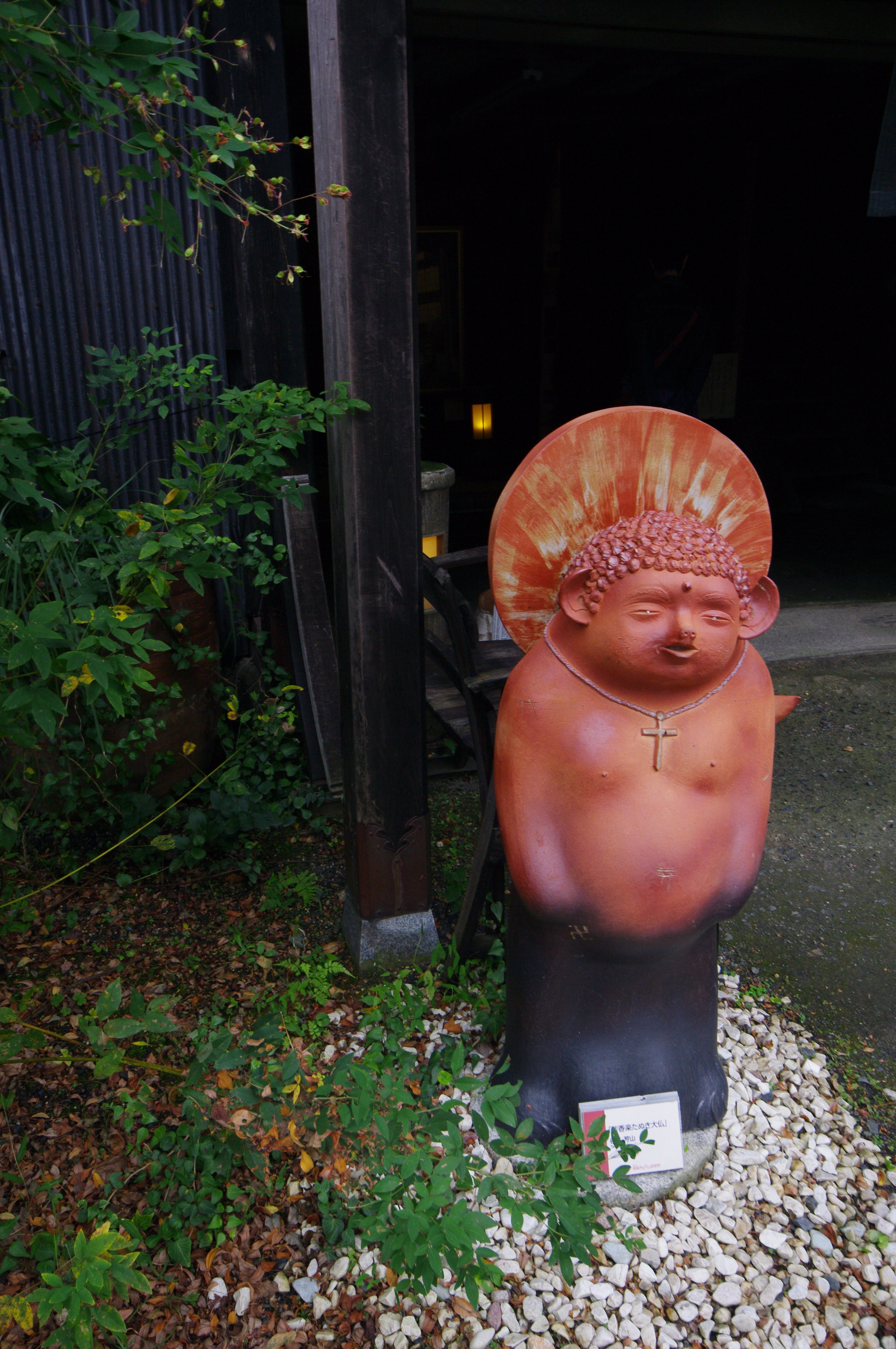
Une statue de tanuki reprenant des éléments d’un bouddha.

### Articles annexes
- Mamedanuki
- Okimono
- Maneki-neko
- Shigaraki-yaki